# Inga calantha
Inga calantha är en ärtväxtart som beskrevs av Adolpho Ducke. Inga calantha ingår i släktet Inga och familjen ärtväxter. IUCN kategoriserar arten globalt som sårbar. Inga underarter finns listade i Catalogue of Life.